# هوكر المحتال الأمريكي العظيم (رواية)
هوكر المحتال الأمريكي العظيم هي رواية بوليسية غامضة يكتبها نقولا حدّاد جاعلاً من أمريكا مسرحاً للأحداث المشوّقة والغامضة طيلة الرواية .
على طول الرواية ينقل الكاتب إلى القارئ دهشتَه من حِيَل أهل الغرب وألاعيبهم التي اقترنت مع تقدِّمهم العلميِّ والتكنولوجيِّ في القرن العشرين.

## القصة
جاك هوكر هو بطل الرواية ويؤدِّي شخصيَّتين مختلفتين بإتقان شديد؛ فذكاؤه الحادُّ وسعة حِيلتِه أعاناه على أن يمارس نشاطه الإجراميَّ، كذاته تارة وكـجان شفلر سمسارِ العقارات تارةً أخرى؛ فربح وتنظيمُه العصابيُّ ألوفَ الدولارات، ولم ينسَ في تلك الأثناء نصيبَه من الغراميات. استطاع بذلك خداع الشرطة الأمريكية مرات عديدة انتهت أخيرا بمغادرته مدينة نيويورك رفقة أصدقائه الخمسة.

## اقتباسات
الرجل صوت والمرأة صدى.